# Венгерский жестовый язык
Венгерский жестовый язык (Hungarian Sign Language; венг. Magyar Jelnyelv, Magyarországi jelnyelv) — жестовый язык, который распространён среди глухих, проживающих в Венгрии. Есть исторические сведения о том, что австрийский и венгерский языки жестов связаны между собой, но Бикфорд (2005) обнаружил, что венгерский, словацкий и чешский жестовые языки скорее формируют кластер с румынским, болгарским и польским языками жестов, чем с австрийским жестовым языком.
У венгерского жестового языка есть будапештский (Будапешт), вацкий (Вац), дебреценский (Дебрецен), капошварский (Капошвар), сегедский (Сегед), шопронский (Шопрон) и эгерский (Эгер) диалекты.
В ноябре 2009 года Парламент Венгрии единогласно принял закон «О венгерском языке жестов и защите венгерского жестового языка».
В национальной Ассоциации венгерский жестовый язык называют SINOSZ.